# Муратсі
Му́ратсі (ест. Muratsi küla) — село в Естонії, у волості Ляене-Сааре повіту Сааремаа.

## Населення
Чисельність населення на 31 грудня 2011 року становила 201 особу.

## Географія
Муратсі є приміським селом муніципалітету Курессааре, волосного адміністративного центру.
Муратсі розташоване на однойменному півострові на березі бухти Муратсі Ризької затоки. Село має власну пристань.

## Історія
До 12 грудня 2014 року село входило до складу волості Каарма.

## Пам'ятки природи
На північний захід від Муратсі розташовується заказник Сепамаа (Sepamaa hoiuala).